# Ostatni pociąg z Gun Hill
Ostatni pociąg z Gun Hill (oryg. Last Train from Gun Hill) – amerykański western z 1959 roku w reżyserii Johna Sturgesa.

## Fabuła
Żona Matta Morgana, Indianka Catherine (Ziva Rodann) zostaje zgwałcona i zamordowana. Matt (Kirk Douglas) znajduje na miejscu zbrodni siodło należące do Craiga Baldena (Anthony Quinn), swojego dawnego przyjaciela, a obecnie bogatego właściciela ziemskiego, sprawującego nieformalną władzę w mieście Gun Hill. Matt zapowiada Craigowi, że wyjedzie z miasta ostatnim pociągiem, zabierając ze sobą morderców żony. Jednym z nich jest Rick Balden (Earl Holliman), syn Craiga.

## Obsada
- Kirk Douglas – szeryf Matt Morgan
- Anthony Quinn – Craig Balden
- Carolyn Jones – Linda
- Earl Holliman – Rick Balden, syn Craiga
- Brian G. Hutton – Lee Smithers
- Ziva Rodann – Catherine Morgan